# Mark Millar
Mark Millar (24 de Dezembro de 1969) é um premiado autor de quadrinhos escocês nascido em Coatbridge, Escócia. Agora residente em Glasgow, Millar tornou-se o autor britânico de banda desenhada cujos trabalhos são os mais vendidos na América na década de 2000.[carece de fontes?] Em 2004, criou o Millarworld, selo que abriga suas histórias autorais. Suas obras mais conhecidas incluem: The Authority, a releitura de Os Vingadores de Stan Lee e Jack Kirby, Os Supremos, Marvel Knights Spider-Man, Old Man Logan, Superman: Red Son, Ultimate Fantastic Four, a mega saga Guerra Civil, e os autorais Wanted, Kick-Ass e Kingsman: Serviço Secreto. Em Agosto de 2007, recebeu o prémio Stan Lee no WizardWorld em Chicago. Em 2015 anunciou uma HQ intitulada Huck, junto com o brasileiro Rafael Albuquerque, conhecido pelo seu trabalho em Vampiro Americano.
Em 2004, fundou a Millarworld, uma empresa que lhe garantia os direitos de sua próprias criações. Uma adaptação cinematográfica da sua série Wanted, estrelando Angelina Jolie, Morgan Freeman e James McAvoy foi lançada em 2008.
Em 2017, o serviço de streaming Netflix adquiriu a Millarworld.
Millar é católico praticante.

## Fatos biográficos
Millar se inspirou em Alan Moore para tornar-se um autor de quadrinhos após encontrar-se com ele numa sessão de autógrafos em sua adolescência em meados dos anos 80.